# پیترو مانگانلی
پیترو مانگانلی (انگلیسی: Pietro Manganelli؛ زادهٔ ۳ دسامبر ۱۹۹۳) بازیکن فوتبال اهل ایتالیا است.
از باشگاه‌هایی که در آن بازی کرده‌است می‌توان به باشگاه فوتبال پارما و باشگاه فوتبال روبور سیه‌نا اشاره کرد.